# Nonviolență
Nonviolența este practica personală de a fi inofensivă pentru sine și pentru ceilalți, în orice condiție. Aceasta vine din credința că rănirea oamenilor, a animalelor sau a mediului nu este necesară pentru a obține un rezultat și se referă la o filozofie generală de abținere de la violență. Aceasta se poate baza pe principii morale, religioase sau spirituale sau poate fi din motive pur strategice sau pragmatice.
Nonviolența are și elemente „active” sau „activiste”, în sensul că, credincioșii acceptă în general nevoia de nonviolență ca mijloc de a realiza schimbări politice și sociale. Astfel, de exemplu, non-violența din Tolstoi și Gandhi este o filozofie și o strategie pentru schimbarea socială care respinge folosirea violenței, dar în același timp consideră că acțiunea nonviolentă (denumită și rezistență civilă) ca alternativă la acceptarea pasivă a opresiunii sau a armatei lupta împotriva ei. În general, susținătorii unei filosofii activiste a nonviolenței folosesc diverse metode în campaniile lor de schimbare socială, inclusiv forme critice de educație și persuasiune, necooperare în masă, neascultare civilă, acțiune directă nonviolentă și forme sociale de intervenție sociale, politice, culturale și economice.
În timpurile moderne, metodele nonviolente de acțiune au fost un instrument puternic pentru protestul social și schimbările sociale și politice revoluționare. Există multe exemple de utilizare a acestora. Anchetele mai cuprinzătoare pot fi găsite în rubricile privind rezistența civilă, rezistența nonviolenței și revoluția nonviolentă. Aici sunt menționate anumite mișcări influențate în special de o filosofie a nonviolenței, inclusiv Mahatma Gandhi, care a condus o luptă neviolentă de zeci de ani împotriva guvernării britanice în India, adoptarea de către Martin Luther King și James Bevel a metodelor nonviolente ale lui Gandhi în campaniile lor de a câștiga drepturi civile pentru afro-americani, și campaniile César Chávez de nonviolență în anii 1960 pentru a protesta față de tratamentul lucrătorilor agricoli din California. Revoluția de catifea din 1989 din Cehoslovacia, care a văzut răsturnarea guvernului comunist, este considerată una dintre cele mai importante revoluții în mare parte nonviolente din 1989. Cel mai recent, campaniile nonviolente ale lui Leymah Gbowee și ale femeilor din Liberia au reușit să obțină pace după un război civil de 14 ani. Această poveste este redată într-un film documentar din 2008 Pray the Devil Back to Hell.
Termenul „nonviolență” este adesea legat sau folosit ca sinonim pentru pace și, în ciuda faptului că este frecvent asociat cu pasivitatea și pacifismul, acesta este respins de către avocații și activiștii nonviolenți. Nonviolența se referă în mod specific la absența violenței și este întotdeauna alegerea de a nu face nici un rău sau cel mai puțin rău, iar pasivitatea este alegerea de a nu face nimic. Uneori, nonviolența este pasivă, iar alteori nu este. De exemplu, dacă o casă arde cu șoareci sau insecte în ea, cea mai inofensivă acțiune adecvată este de a pune focul, să nu stea lângă el și să lăsăm să ardă. Există uneori confuzii și contradicții despre neviolență, inofensivitate și pasivitate. O persoană confuză poate susține nonviolența într-un anumit context în timp ce pledează pentru violență în alte contexte. De exemplu, cineva care se opune cu pasiune avortului sau a consumului de carne poate susține în același timp violența pentru a-l ucide pe cel responsabil sau pentru a ataca un abator, ceea ce îl face o persoană violentă.